# Alexéi Medvédev (ciclista)
Alexéi Medvédev (en ruso: Алексей Медведе; Moscú, URSS, 25 de mayo de 1983) es un deportista ruso que compitió en ciclismo de montaña en la disciplina de campo a través. Ganó dos medallas de oro en el Campeonato Europeo de Ciclismo de Montaña en Maratón, en los años 2011 y 2018.

## Medallero internacional
| Campeonato Europeo | Campeonato Europeo   | Campeonato Europeo | Campeonato Europeo |
| Año                | Lugar                | Medalla            | Competición        |
| ------------------ | -------------------- | ------------------ | ------------------ |
| 2011               | Kleinzell (Austria)  | Medalla de oro     | Campo a través     |
| 2018               | Spilimbergo (Italia) | Medalla de oro     | Campo a través     |